# The Silent Twins
The Silent Twins е международна копродуцирана биографична драма от 2022 г. на режисьора Агнешка Смочинска по сценарий на Андреа Сийгъл, базиран на едноименната книга, написана от Марджъри Уолъс.
Световната премиера на филма се състои във филмовия фестивал в Кан през 2022 г. на 24 май 2022 г. и ще е пуснат по кината в Съединените щати на 16 септември 2022 г. от Focus Features.